# Lloyd C.II
Il Lloyd C.II era un aereo da ricognizione biposto, monomotore e biplano, sviluppato dall'azienda austro-ungarica Ungarische Lloyd Flugzeug- und Motorenfabrik AG (Magyar Lloyd Repülőgép és motorgyár Részvény-Társaság) negli anni dieci del XX secolo e prodotto, oltre che dalla stessa, anche dalla Wiener Karosserie und Flugzeugfabrik (WKF) su licenza.
Evoluzione del Lloyd C.I del periodo prebellico, venne adottato dalla k.u.k. Luftfahrtruppen, l'aeronautica militare austro-ungarica, che lo utilizzò in missioni di ricognizione aerea e bombardamento durante le prime fasi della prima guerra mondiale, relegandolo ad incarichi di seconda linea appena furono disponibili modelli più efficaci.

## Tecnica
Il Lloyd C.II manteneva l'impostazione generale, per l'epoca convenzionale, tipica dei modelli pari ruolo contemporanei: monomotore in configurazione traente, biposto, con fusoliera realizzata interamente in legno, velatura biplana e carrello fisso.
La fusoliera, a sezione rettangolare realizzata con struttura in legno e rivestita con pannelli in compensato, tranne che nella parte anteriore, in metallo, era caratterizzata da un unico lungo abitacolo aperto dotato di parabrezza con al suo interno due posti collocati in tandem, l'anteriore destinato al pilota ed il posteriore all'osservatore con mansioni anche di mitragliere. Posteriormente terminava in un impennaggio classico monoderiva caratterizzato dall'elemento verticale abbinato ad un elemento orizzontale, sdoppiato, a pianta triangolare, questi ultimi controventati superiormente, tutti dotati di un unico elemento mobile al loro apice.
La configurazione alare era biplano-sesquiplana a scalamento neutro, con l'ala superiore, montata alta a parasole, di apertura leggermente più ampia dell'inferiore montata bassa sulla fusoliera (14,8 m e 13,8 m); entrambe le ali erano caratterizzate da un bordo d'attacco dotato di leggero angolo di freccia. Le due superfici erano collegate tra loro da una doppia coppia di montanti interalari, due per lato, integrati da tiranti in cavetto d'acciaio.
Il carrello d'atterraggio era un semplice biciclo anteriore fisso caratterizzato da ruote di grande diametro collegate tra loro da un assale rigido ed alla fusoliera da un castello tubolare, integrato posteriormente da un pattino d'appoggio collocato sotto la coda.
La propulsione era affidata ad un motore a 6 cilindri in linea raffreddato a liquido, a seconda delle fonti o un Austro-Daimler 6 o uno Hiero 6, capace di erogare una potenza, in quella versione, pari a 145 PS (107 kW), posizionato longitudinalmente all'apice anteriore della fusoliera, ed abbinato ad un'elica bipala in legno a passo fisso.
L'armamento era costituito da una mitragliatrice Schwarzlose M.07/12 calibro 8 mm, montata su supporto brandeggiabile ad anello nell'abitacolo posteriore.

## Impiego operativo
Sul fronte italiano nel giugno 1915 le Fliegerkompanien (Flik) della k.u.k. Luftfahrtruppen vedevano ancora solo il Lloyd C.I in linea con 2 esemplari nella Flik 2, 3 nella Flik 4 e 2 nella Flik 17. 
Le consegne del Lloyd C.II presso le Flik ebbero inizio nel corso del 1915; qui il velivolo venne impiegato come aereo da ricognizione in cooperazione con l'esercito nell'ambito della campagna dei Balcani, nell'area di confine del Regno di Romania e nell'area albanese (fronte macedone) della prima guerra mondiale. Con l'evolversi della tecnologia applicata all'arma aerea, nel 1917 il modello era oramai considerato inadatto a prestare servizio in prima linea e venne assegnato nel ruolo di aereo da addestramento alle scuole di volo per la formazione dei nuovi piloti.
Al termine del conflitto, in ottemperanza a quanto imposto dal Trattato di Versailles del 1919, la quasi totalità dei velivoli in dotazione all'aviazione militare tedesco-imperiale venne distrutta o ceduta come risarcimento alle nazioni vincitrici. Alcuni degli esemplari sopravvissuti presenti nel territorio prussiano della Piccola Polonia, vennero requisiti dalle truppe della nascente Repubblica di Polonia. Integrati nella futura Siły Powietrzne vennero utilizzati come addestratori nella scuole di volo fino ai primi mesi del 1920, quando vennero tolti dal servizio per usura.

## Utilizzatori
Austria-Ungheria
- k.u.k. Luftfahrtruppen

 Polonia
- Siły Powietrzne